# Minerales (Santa Cruz)
Minerales era una localidad rural argentina del departamento Deseado en la provincia de Santa Cruz.  Aunque no hay registro que detentó un centro poblacional con forma de pueblo, las estancias que rodean la zona de la estación conformaron un tipo de localidad con población rural dispersa.

## Toponimia
El nombre de la localidad fue tomado de su estación. A vez, este nombre hace referencia a exploraciones que se ejecutaron en busca de minerales en las inmediaciones. Además, en las cercanías hacia el norte se ubica un cañadón del mismo nombre.La denominación Minerales se impuso en forma definitiva el 8 de octubre de 1914 por un decreto presidencial dictado en reemplazo de la progresión kilométrica que hasta ese tiempo imperaba.

## Historia
La localidad comenzó su vida gracias a la instalación de estación Minerales del Ferrocarril Puerto Deseado a Colonia Las Heras el 7 de octubre de 1914. La estación fue emplazada en el kilómetro 61.2 y pensada inicialmente como de segunda clase. No obstante, su uso se tornó superior a esa categoría ya que desempeñaba todos servicios de pasajeros, cargas, encomiendas y hacienda. En el informe de 1958 asegura que era una de las pocas estaciones de este tipo con infraestructura para hacienda que aun ofrecía este servicio. Para sus tareas se valía de: apartadero 591 m y estanque Piggott 32 m³. Además, Minerales contaba con agua relativamente al alcance por tener la capa freática a 11,5 m.
Por otro lado, el 11 de julio de 1921, por decreto de carácter general, el Poder Ejecutivo Nacional a cargo de Hipólito Hirigoyen  dispuso que la Dirección de Tierras del Ministerio de Agricultura, previera reservas para la formación de pueblos en los Territorios Nacionales. Específicamente, en el norte de la Provincia de Santa Cruz. De este gran número de nuevas localidades se decretó el nacimiento formal de Minerales, que según el censo de Territorios Nacionales de 1920 vivían en los alrededores de la localidad unas 100 personas. El mismo decreto de creación del poblado de Minerales y los restantes pueblos que debían crearse en los alrededores de las estaciones. De este modo, se autorizó el trazado de estos pueblos hecho en cada caso sobre una superficie de 2.000 has., siempre que pueda destinarse de esas tierras a la agricultura y reservas para descanso de haciendas.
Aunque formalmente se declararon 100 habitantes no se especificó si los mismos estaban en torno a la estación o eran la sumatoria de estancias en los alrededores. La importancia poblacional hizo que se creara en el sitio estafeta postal habilitada el 29 de marzo de 1917, la cual fue clausurada el 8 de agosto de 1930. La clausura de 1930 también coincide con el cierre de la estación ferroviaria ese mismo año. Mientras la guía Kraft de 1931, con información obtenida anteriormente, señala a Adolfo Martínez en el establecimiento rural "La Guarida", como encargado de la estafeta. Como último dato de esta estafeta se presenta un documento oficial indica que funcionaba en 1945, desconociéndose la fecha de su clausura. La rápida decadencia de la zona fue confirmada por la Guía de Correos y Telégrafos de 1934 que omite a esta localidad y solo nombra algunas poblaciones en el ramal de más de 100 habitantes.
Un informe de 1951 confeccionado por la ex Gobernación Militar de Comodoro Rivadavia detalló las estaciones - localidades más importantes del ferrocarril y Minerales no fue mencionada por no tener importancia zona rural de sus inmediaciones o porque su estación no mantenía movimientos significativos.
El acentuado declive se terminó confirmado en el informe del Ferrocarril Patagónico efectuado en 1957. El mismo enumera las localidades significativas de todo el Ferrocarril de Puerto Deseado a Las Heras. La lista solo menciona con detalle las cifras poblacionales de Deseado y Las Heras. En tanto, las demás poblaciones intermedias entre ambas punta de rieles fueron clasificadas de escasa población y sumaron entre todas apenas 1500 habitantes. 
Uno de los últimos registros de las localidades-estaciones del ferrocarril se dio en un mapa del instituto geográfico militar de los años 1960. En este documento se omite a Minerales por considerarla poco relevante.

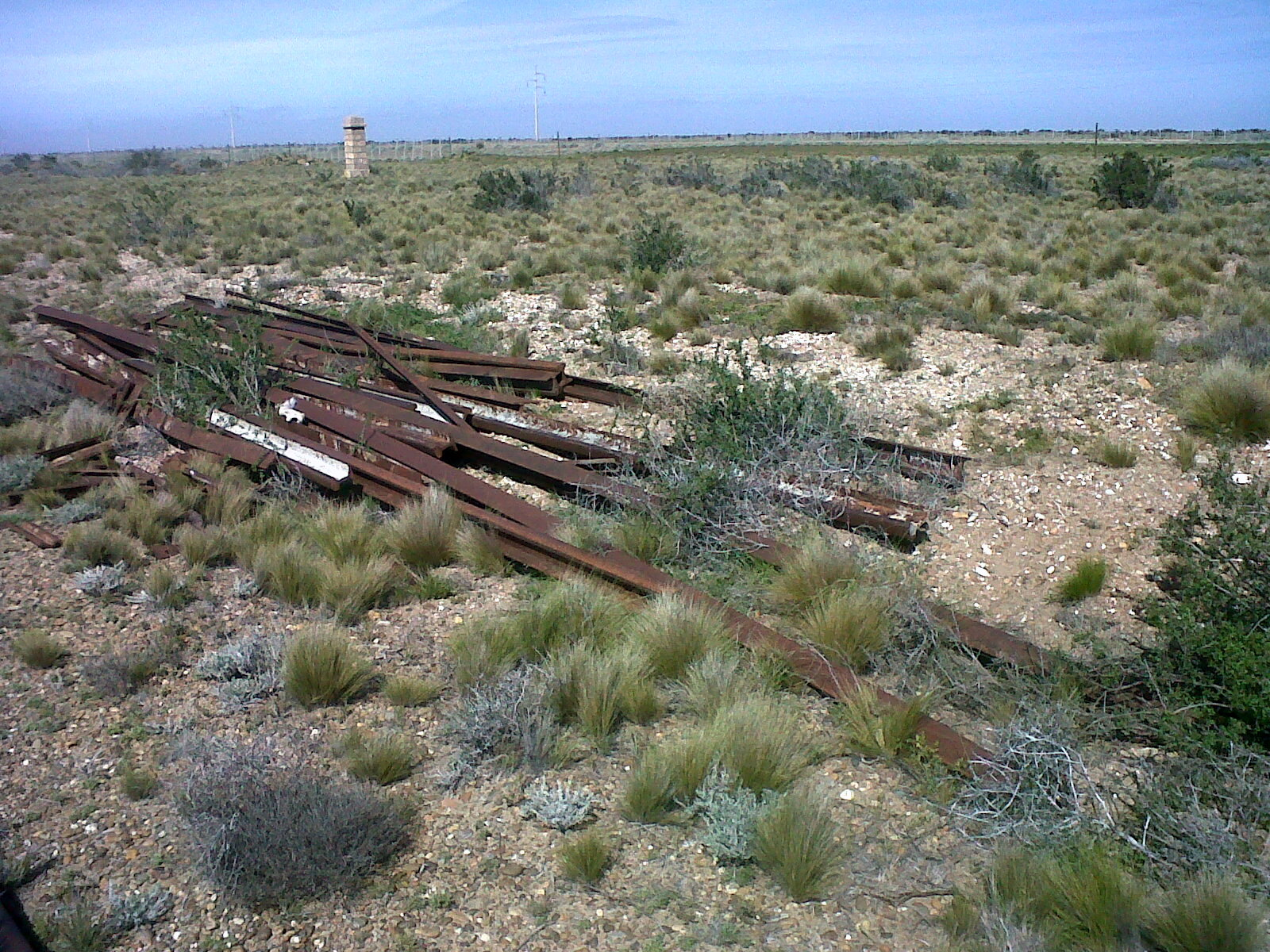
Basura ferroviaria en Minerales, nótese el entorno rural de la localidad.

El tren finalizó sus operaciones en julio de 1978, lo que acentuó el éxodo de la poca población que aun prevalecía.Su rápido despoblamiento en parte es explicado la languidez del funcionamiento del ferrocarril que en un principio se enlazaba con las estancias mediante pesadas chatas que acarreaban la producción a las estaciones más cercanas. Luego estas fueron reemplazadas por el camión que se desplazaba desde las estancias directamente hasta el puerto.
Luego del cierre del ferrocarril, Minerales y su entorno rural no volvieron a ser aludidas por censos y medios de comunicación. De este modo, la memoria de la localidad pronto se perdió en forma definitiva aunque mantenga leve o nula población rural en sus inmediaciones. No obstante, algunos mapas aun recogen el nombre de la población como es el caso de Open Street Maps.
Hasta inicios de la década de los años 1990 se hallaba en un buen estado de conservación que incluía hasta su cartel nomenclador, siendo con Tehuelches y Piedra Clavada las únicas estaciones sin tener un centro poblacional que sobrevivían. No obstante, años posteriores ambas estaciones fueron desmanteladas y solo la de Piedra Clavada sobrevivió.
La localidad de Minerales volvió a la notoriedad cuando fue nombrada como clave en el plan de reactivación de 2008. A pesar de esto no fue reconstruida o puesta en valor. Toda la ejecución del plan de reacondicionamiento del ramal prometió que en la primera etapa que en 2 meses el tren comenzaría a circular. Las obras no fueron significativas y tardaron a pesar de que contaban con una partida de $90.084.733. Para 2015 Cristina Fernández reinauguró un tramo de la obra. En tanto, el ministro del Interior y Transporte, Florencio Randazzo, aseguró que la obra demandó una inversión de 92 millones de pesos ampliando el presupuesto original. Además, se dijo que la obra estaría finalizada en 90 días y conectará Puerto Deseado con el norte de la provincia. Pese a la gran suma invertida por el estado y la inauguración en 2015 de las obras por parte del gobierno peronista, el ferrocarril no volvió a funcionar y gobierno fue acusado de un perjuicio de $92.000.000 de obra pública malversada.
En octubre de 2024 el gobernador Claudio Vidal anticipó que trabaja en el proyecto de recuperación del ferrocarril. El político aseguró que el tren cubriría los 285 kilómetros de recorrido y volvería a pasar por las estaciones Las Heras, Piedra Clavada, Koluel Kayke, Pico Truncado, Minerales, Fitz Roy, Jaramillo, Tellier y Puerto Deseado. Esto hace pensar también una posible reconstrucción de las estaciones Las Heras, Pico Truncado y Minerales. Sin embargo, la información contrastó con un mapa del proyecto que representa el trazado ferroviarios y las estaciones más importantes; sin que se mencione a Minerales.

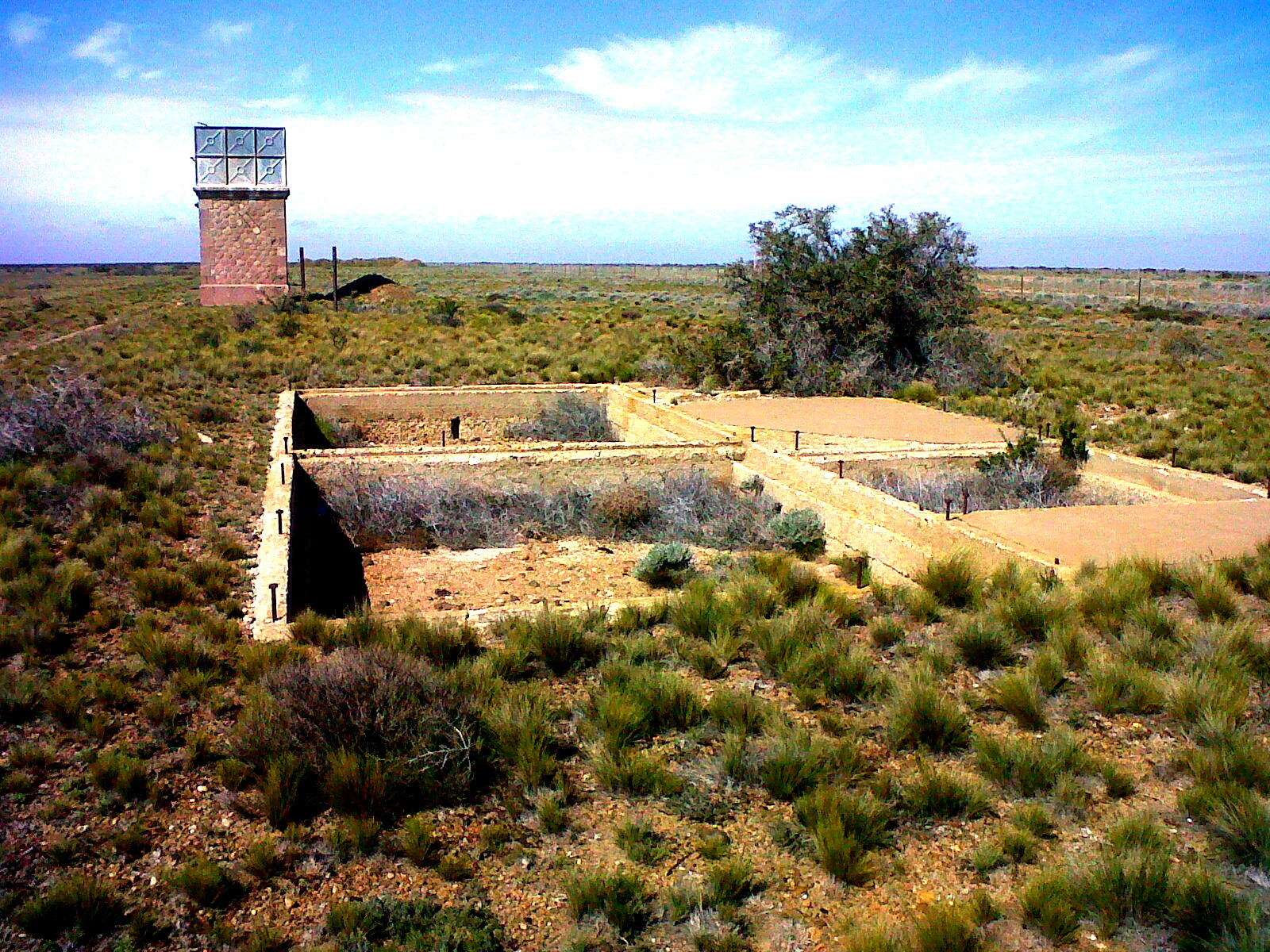
El Andén de la estación y sus bases tras el desguace que sufrió.